# Mikroregion Horní Vltava – Boubínsko
Mikroregion Horní Vltava - Boubínsko je právnická osoba v okresu Prachatice, jeho sídlem jsou Volary a jeho cílem je regionální rozvoj. Sdružuje celkem 12 obcí a byl založen v roce 1999.

## Obce sdružené v mikroregionu
- Želnava
- Volary
- Vimperk
- Borová Lada
- Horní Vltavice
- Kubova Huť
- Kvilda
- Lenora
- Nová Pec
- Stožec
- Strážný
- Zbytiny